# Серпуховський ярус
| Система/ Період | Відділ/ Епоха      | Ярус/ Вік          | Вік (млн років) | Вік (млн років) |
| --- | ------------------ | ------------------ | --------------- | --------------- |
| Перм, P | Цисуралій, P1      | Ассельський, P1    | молодше         | молодше         |
| Карбон, C | Пенсильваній*      | Гжельський, C3g    | 298,9           | 303,7           |
| Карбон, C | Пенсильваній*      | Касимовський, C3k  | 303,7           | 307,0           |
| Карбон, C | Пенсильваній*      | Московський, C2m   | 307,0           | 315,2           |
| Карбон, C | Пенсильваній*      | Башкирський, C2b   | 315,2           | 323,2           |
| Карбон, C | Міссісіпій*        | Серпуховський, C1s | 323,2           | 330,9           |
| Карбон, C | Міссісіпій*        | Візейський, C1v    | 330,9           | 346,7           |
| Карбон, C | Міссісіпій*        | Турнейський, C1t   | 346,7           | 358,9           |
| Девон, D | Верхній/Пізній, D3 | Фаменський, D3fm   | древніше        | древніше        |
| Примітки і коментаріПідрозділи XXX системи наведені згідно МКС, станом на 2018 рік. * - Пенсильваній і міссісіпій не є окремими епохами/відділами, а підперіодами/підсистемами кам'яновугільного періоду. Геологічними епохами/відділами є верхній, середній, нижній пенсильваній та верхній, середній, нижній міссісіпій. |                    |                    |                 |                 |
| п о р |                    |                    |                 |                 |

Серпуховський ярус, серпуховський вік — у геологічній часовій шкалі ICS є найвищим ярусом або наймолодшим віком міссісіпського періоду, нижньої підсистеми карбону. Серпуховський вік тривав від 330,9 до 323,2 млн років. Йому передує візейський, а за ним іде башкирський. Серпуховський ярус корелює з нижньою частиною намюрського ярусу європейської стратиграфії та середньою і верхньою частинами честерського ярусу північноамериканської стратиграфії.

## Серпуховське вимирання
Найбільше вимирання кам'яновугільного періоду відбулося на початку серпуховського періоду. Це вимирання відбулося у формі екологічних змін із загибеллю різноманітних міссісіпських угруповань криноїдних і зморшкуватих коралів. Після вимирання їх замінили бідні на види космополітичні екосистеми. Вимирання вибірково вражало види з вузьким діапазоном температурних уподобань, оскільки охолодження морської води призвело до втрати середовища існування для тропічних спеціалістів. У наступному пізньому палеозойському льодовиковому періоді пізнього карбону та ранньої пермі темпи видоутворення та вимирання були низькими. Можливо, це було викликано зменшенням карбонатних платформ, які в іншому випадку допомогли б зберегти високе біорізноманіття. Довгостроковий екологічний вплив серпуховського вимирання міг перевищити ордовиксько-силурійське вимирання, коли таксономічне різноманіття було раптово знищено, але швидко відновилося до рівня, що був до вимирання.
Сепкоскі (1996) на основі морських родів, які зберігаються на кількох стадіях, накреслив швидкість вимирання приблизно 23-24% для серпуховського періоду в цілому. Бамбах (2006) виявив раннє серпуховське вимирання 31% серед усіх морських родів. Використовуючи процедуру ймовірності вимирання, згенеровану з Палеобіологічної бази даних, McGhee et al. (2013) оцінили рівень вимирання морських родів у 39%. З іншого боку, Стенлі (2016) оцінив, що вимирання було значно меншим, втративши лише 13-14 % морських родів.
Порівняно з іншими біологічними кризами серпуховське вимирання було набагато вибірковішим у своєму впливі на різні еволюційні фауни. Здавалося б серпуховське вимирання було спричинене низькими темпами видоутворення, а не особливо високими темпами вимирання.